# Leichtathletik-Weltmeisterschaften 2015/Teilnehmer (Nigeria)
| Gelbes Symbol für Goldmedaillen mit stilisierten Olympischen Ringen | Graues Symbol für Silbermedaillen mit stilisierten Olympischen Ringen | Braundes Symbol für Bronzemedaillen mit stilisierten Olympischen Ringen |
| ------------------------------------------------------------------- | --------------------------------------------------------------------- | ----------------------------------------------------------------------- |
| —                                                                   | —                                                                     | —                                                                       |

Der Leichtathletikverband Nigerias nominierte 17 Athleten für die Leichtathletik-Weltmeisterschaften 2015 in der chinesischen Hauptstadt Peking.

## Ergebnisse

### Männer

#### Laufdisziplinen
| Athlet       | Disziplin    | Vorlauf | Vorlauf | Halbfinale         | Halbfinale         | Finale             | Finale             |
| Athlet       | Disziplin    | Zeit    | Platz   | Zeit               | Platz              | Zeit               | Platz              |
| ------------ | ------------ | ------- | ------- | ------------------ | ------------------ | ------------------ | ------------------ |
| Tega Odele   | 200 m        | 20,49 s | 30      | nicht qualifiziert | nicht qualifiziert | nicht qualifiziert | nicht qualifiziert |
| Miles Ukaoma | 400 m Hürden | 49,38 s | 22      | nicht qualifiziert | nicht qualifiziert | nicht qualifiziert | nicht qualifiziert |

#### Sprung/Wurf
| Athlet    | Disziplin  | Qualifikation | Qualifikation | Finale     | Finale |
| Athlet    | Disziplin  | Weite/Höhe    | Platz         | Weite/Höhe | Platz  |
| --------- | ---------- | ------------- | ------------- | ---------- | ------ |
| Tosin Oke | Dreisprung | 16,74 m       | 11            | 16,81 m    | 8      |

### Frauen

#### Laufdisziplinen
| Athletin                                                                                 | Disziplin    | Vorlauf     | Vorlauf | Halbfinale         | Halbfinale         | Finale             | Finale             |
| Athletin                                                                                 | Disziplin    | Zeit        | Platz   | Zeit               | Platz              | Zeit               | Platz              |
| ---------------------------------------------------------------------------------------- | ------------ | ----------- | ------- | ------------------ | ------------------ | ------------------ | ------------------ |
| Blessing Okagbare                                                                        | 100 m        | 11,07 s     | 7       | 10,89 s            | 4                  | 11,02 s            | 8                  |
| Blessing Okagbare                                                                        | 200 m        | DNS         | DNS     | –––                | –––                | –––                | –––                |
| Regina George                                                                            | 200 m        | DNS         | DNS     | –––                | –––                | –––                | –––                |
| Regina George                                                                            | 400 m        | 51,74 s     | 25      | nicht qualifiziert | nicht qualifiziert | nicht qualifiziert | nicht qualifiziert |
| Tosin Adeloye                                                                            | 400 m        | 52,42 s     | 33      | nicht qualifiziert | nicht qualifiziert | nicht qualifiziert | nicht qualifiziert |
| Patience Okon George                                                                     | 400 m        | 50,87 s     | 9       | 50,76 s            | 9                  | nicht qualifiziert | nicht qualifiziert |
| Lindsay Lindley                                                                          | 100 m Hürden | 13,30 s     | 31      | nicht qualifiziert | nicht qualifiziert | nicht qualifiziert | nicht qualifiziert |
| Amaka Ogoegbunam                                                                         | 400 m Hürden | 58,16 s     | 33      | nicht qualifiziert | nicht qualifiziert | nicht qualifiziert | nicht qualifiziert |
| Gloria Asumnu Cecilia Francis Stephanie Kalu Deborah Oluwaseun Odeyemi Blessing Okagbare | 4 × 100 m    | 43,89 s     | 16      |                    |                    | nicht qualifiziert | nicht qualifiziert |
| Tosin Adeloye Regina George Patience Okon George Funke Oladoye Rita Ossai                | 4 × 400 m    | 3:23,27 min | 2       |                    |                    | 3:25,11 min        | 5                  |

#### Sprung/Wurf
| Athletin     | Disziplin  | Qualifikation | Qualifikation | Finale     | Finale |
| Athletin     | Disziplin  | Weite/Höhe    | Platz         | Weite/Höhe | Platz  |
| ------------ | ---------- | ------------- | ------------- | ---------- | ------ |
| Doreen Amata | Hochsprung | 1,92 m        | 1             | 1,88 m     | 12     |

#### Siebenkampf
| Athletin        | Disziplin | 100 m Hürden | Hochsprung | Kugelstoßen | 200 m   | Weitsprung | Speerwurf | 800 m       | Punkte | Platz |
| --------------- | --------- | ------------ | ---------- | ----------- | ------- | ---------- | --------- | ----------- | ------ | ----- |
| Uhunoma Osazuwa | Ergebnis  | 13,75 s      | 1,83 m     | 11,79 m     | 24,36 s | 6,21 m     | 36,88 m   | 2:21,36 min | 5951   | 18    |
| Uhunoma Osazuwa | Punkte    | 1014         | 1016       | 647         | 946     | 915        | 608       | 805         | 5951   | 18    |